# Caryorrhexie

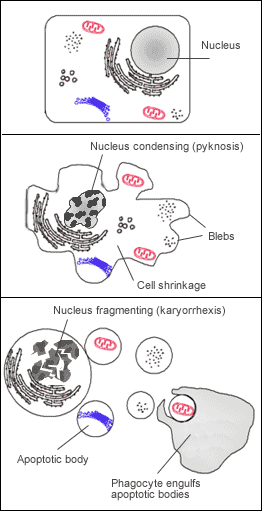
Apoptose

La caryorrhexie (ou caryorrhexis) (du grec κάρυον karyon, "graine ou noyau", et ῥῆξις rhexis, "éclatement") est la fragmentation destructive du noyau d'une cellule mourante, sa chromatine étant distribuée de manière irrégulière dans le cytoplasme. Elle est généralement précédée d'une pycnose et peut survenir à la suite d'une mort cellulaire programmée (apoptose), d'une sénescence ou d'une nécrose. 
Dans l'apoptose, le clivage de l'ADN est effectué par des endonucléases dépendantes de Ca2+ et Mg2+. 